# Nepolisy
Nepolisy település Csehországban, a Hradec Králové-i járásban. Nepolisy Lišice, Nový Bydžov, Lužec nad Cidlinou, Mlékosrby, Chlumec nad Cidlinou és Zachrašťany településekkel határos. Lakosainak száma 992 fő (2024. január 1.).

## Népesség
A település lakosságának változását az alábbi diagram mutatja:
| Lakosok száma | 1066 | 1163 | 1291 | 1055 | 936  | 838  | 955  | 962  | 1004 | 992  |
|               | 1869 | 1890 | 1921 | 1950 | 1980 | 2001 | 2017 | 2019 | 2022 | 2024 |